# قشلاق دايلر (مقاطعة اشتهارد)
قشلاق دايلر (بالفارسية: قشلاق دایلر) هي قرية تقع في قسم بلنغ آباد الريفي (مقاطعة اشتهارد) في إيران. يقدر عدد سكانها بـ 46 نسمة .